# 加藤克明
加藤 克明（かとう かつあき、1964年9月5日 - ）は第4代『週刊ファミ通』編集長、スマートフォン向け地域情報メディア『Walker47』編集長。2018年にGzブレインを退社しハナペン合同会社を設立と同時に社長に就任している。ペンネームは『バカタール加藤』。

## 経歴
国分寺高等学校在学時は野球部に所属。早稲田大学を中退後、1990年にアスキー入社。ファミ通編集部に入るも雑誌編集はまったくの素人だったため、浜村通信から「なんでもいいから分厚い本を読め」というアドバイスを受け、浜村通信の机にあった知恵蔵を読んでいたという。その後、雑用をしながら編集の仕事を覚えていった。
「バカタール加藤」のペンネームで人気を博し、鼻にペンを挿した見た目が特徴だった。
2000年に『ファミ通64+』編集長、2002年に『週刊ファミ通』編集長に就任。2002年には週刊『ファミ通』編集長に就任。2013年に角川グループホールディングスに出向2014年に株式会社Walker47に出向して地域情報メディア『Walker47』の編集長を務めるなど、新規事業の立ち上げに尽力。2015年にKADOKAWA・DWANGO（のちにカドカワに社名変更）転籍したのち、カドカワから分社化したGzブレインを2018年に退社した。退社と同時にハナペン合同会社を設立する。ハナペン合同会社では、ゲーム関連事業を初めとしたメディア・出版関連事業等を行っているほか、「ハナペンニュース」という加藤自身が興味のあるニュースを配信するサイトを運営している。

## バカターリズム

### アバタール
1992年8月14日号の企画記事「アバタールへの道」で加藤が扮したキャラクター。由来はウルティマに登場するキャラクターから（ペンネームの由来はこのアバタールをもじったもの）。ヒゲと杖と月桂冠が必需品であった。1993年12月12日号誌上では渋谷スクランブル交差点のど真ん中にこたつを置いて撮影した記事を掲載した。以後も数々のバカ企画に登場した。

### バカタール総合研究所
通称・バカ総研。加藤が気になったことを取り上げて独自に研究し、その成果を発表するというコーナー。内容はとにかくおバカなネタばかりであり、バカタール加藤の真骨頂であり代名詞的なコーナーであった。その中のひとつ「おた博」はアンケートハガキのメッセージ欄に書かれた内容を掲載する企画であり、バカ総研が終了した現在も不定期で開催される人気コーナーとなった。

## ゲームとのコラボ出演
- がんばれゴエモン東海道中〜東海道中 大江戸天狗り返しの巻〜（2006年、コナミ） - 傑作選!がんばれゴエモン ゆき姫とマッギネスをDSに差し込むとボスキャラとして登場。
- フォークスソウル（2007年、ゲームリパブリック） - フォークスとして登場。赤ペンを鼻にさした巨大な首が回転しながら周囲にペンを突き刺すシュールな攻撃をする。
- モンスターファームDS（2007年、テクモ） - ファルコ種のレアで登場（上に「通」と書いてある）。「アゴのおひげがダンディなおじさまファルコがモンスターファームにとうじょうだ!どんなテツヤだってへいきだぞ」と書かれている。
- 四八（仮）（2007年、バンプレスト）- 東京および山梨県のシナリオで本人役として登場。同作では作家の筒井康隆のファンという設定であり、彼が登場する山梨県シナリオでの話の流れによってはかなり過激な行動に出たりする。
- Mr.PAIN（2009年、Idol Minds） - ファミ通にて大絶賛しキャラクターとして無料配信されており、本人が声優を務めている。なお「俺が編集長だー!」や「なんでこーなるのー」と叫んでいる。

※プロ野球チームをつくろう!3（2005年SEGA）にも
同姓同名の加藤克明という名前の投手がおり顔も似ていることから本人をモデルにしたものと思われる。

## 『エロマンガ島の三人』
長嶋有の小説『エロマンガ島の三人』は、加藤の体験談をもとにして書かれている。文藝春秋社発行の文庫版では解説文を寄せている。

## 著書
- バカタール加藤のアノ人に聞きたい!（2010年11月26日、エンターブレイン、ISBN 978-4047269590） ※「バカタール加藤」名義